# البنديرة
قرية البنديرة هي إحدى القرى التابعة لمركز المنصورة في محافظة الدقهلية في جمهورية مصر العربية. حسب إحصاءات سنة 2006، بلغ إجمالي السكان في البنديرة 1956 نسمة، منهم 1003 رجل و953 امرأة.